# Lonquimay (sopka)
Lonquimay je stratovulkán nacházející se v centrální části Chile, asi 10 km jihovýchodně od stratovulkánu Tolguaca. Vrchol sopky je pokryt ledem, na stavbě se podílejí v převážné míře andezity, ale častý je i výskyt dacitů a bazaltu. Věk sopky se odhaduje na konec pleistocénu až začátek holocénu. Od roku 1853 byly zaznamenány čtyři středně velké explozivní erupce, poslední v roce 1990. Jako pozůstatky těchto erupcí se na severovýchodním svahu nacházejí 10 km dlouhé lávové proudy.